# Nedeljanec
Nedeljanec falu Horvátországban, Varasd megyében. Közigazgatásilag  Zamlacsszentvidhez tartozik.

## Fekvése
Varasdtól 4 km-re délnyugatra, községközpontjától Zamlacsszentvidtől 2 km-re keletre a 35-ös főút mellett a Drávamenti-síkságon fekszik. A község legnagyobb és legkeletibb települése.

## Története
1479-ben Bárthory István országbírónak a csázmai káptalannak Varasd város határai 1470.évi kiigazításáról szóló oklevelét megerősítő oklevelében található, melyben a település "Nedelancz" alakban szerepel. A korabeli források beszámolnak arról, 1554-ben az adót fizetni nem tudó falvakat, köztük Nedeljanecet a török felégette. Az elpusztított falvak csak nagyon sokára népesültek be újra és a török korban a népesség számát sokban befolyásolta a török lovasságtól való állandó félelem. 1599-ben a pestis pusztította a falu lakosságát. Az elpusztultak helyére Pakrac környékéről telepítettek be jobbágyokat. 1682-ben a pestis újabb hulláma tört rá Varasd környékére, ezúttal Stájerországból. Harminc évvel később, 1712-ben újabb pestisjárvány következett, mely ezúttal Magyarországról érkezett, az 1731-es járvány pedig főként az állatállományt sújtotta. A háborús idők elmúltával a  település is gyors fejlődésnek indult. 
A falu a 16. századig egyházilag Zamlača Szent Ulrik plébániájához tartozott. A vidoveci plébánia létezéséről 1574-ből van először adatunk. Az 1638-as egyháti vizitáció szerint ekkor még állt a falu Szent István tiszteletére szentelt kápolnája, melynek harangtornya is volt, de sekrestye nélkül. A hívek számának rohamos növekedése miatt az 1880-as években az egyházközség új kápolna építésébe kezdett, melyet Boldog Augustin Kazotić és a Szent Család tiszteletére szentelek fel. Hamarosan felépült a még hiányzó harangtorony is. 
A falunak 1857-ben 416, 1910-ben 921 lakosa volt. A falu 1920-ig Varasd vármegye Varasdi járásához tartozott, majd a Szerb-Horvát Királyság része lett.  2001-ben a falunak 400 háza és 1501 lakosa volt. 

## Nevezetességei
A Szent Család tiszteletére szentelt kápolnája az 1880-as években épült.